# Hapsifera tscheliella
Hapsifera tscheliella är en fjärilsart som beskrevs av Caradja 1927. Hapsifera tscheliella ingår i släktet Hapsifera och familjen äkta malar. Inga underarter finns listade i Catalogue of Life.